# سيلينيد أنتيموان ثلاثي
 سيلينيد أنتيموان ثلاثي  مركب كيميائي له الصيغة Sb2Se3، ويكون على شكل بلورات سوداء.